# SN 2007cs
SN 2007cs – supernowa typu Ia odkryta 24 czerwca 2007 roku w galaktyce UGC 12798. W momencie odkrycia miała maksymalną jasność 15,90m.